# Clint (Vorname)
Clint ist ein englischer und US-amerikanischer männlicher Vorname. Er ist eine Variante des Vornamens Clinton, der von der alten englischen Bezeichnung Clinton für einen Bauernhof, ein Gehöft oder ein Dorf abgeleitet ist. 

## Namensträger
- Clint Bajakian (* 1963), Komponist von Computerspielmusik
- Clint Benedict (1892–1976), kanadischer Eishockeytorwart
- Clint Bentley (* 1985), US-amerikanischer Filmemacher
- Clint Black (* 1962), US-amerikanischer Country-Sänger
- Clint Bolton (* 1975), australischer Fußballspieler
- Clint Bowles (* 1988), US-amerikanischer Tennisspieler
- Clint Bowyer (* 1979), US-amerikanischer NASCAR-Rennfahrer
- Clint Capela (* 1994), Schweizer Basketballspieler
- Clint Davies (* 1983), australischer Fußballspieler
- Clint Dempsey (* 1983), US-amerikanischer Fußballspieler
- Clint Eastwood (* 1930), US-amerikanischer Schauspieler, Filmregisseur, Produzent, Komponist und Politiker
- Clint Field (* 1983), US-amerikanischer Automobilrennfahrer
- Clint Garvin (≈1915–?), US-amerikanischer Jazzmusiker (Tenorsaxophon, Klarinette)
- Clint Gresham (* 1986), US-amerikanischer American-Football-Spieler
- Clint Hill (1932–2025), US-amerikanischer Geheimdienstagent, zuständig für Jacqueline Kennedy
- Clint Hill (* 1978), englischer Fußballspieler
- Clint Houston (1946–2000), US-amerikanischer Bassist und Komponist des Modern Jazz
- Clint Howard (* 1959), US-amerikanischer Schauspieler
- Clint Johnston (1915–1975), US-amerikanischer Drehbuchautor
- Clint Jones (* 1984), US-amerikanischer Skispringer
- Clint Lowery (* 1971), Leadgitarrist der Metal-Gruppe Sevendust
- Clint Lukas (* 1985), deutscher Schriftsteller und Regisseur
- Clint Malarchuk (* 1961), kanadischer Eishockeytorwart
- Clint Mansell (* 1963), britischer Musiker und Filmkomponist
- Clint Mathis (* 1976), US-amerikanischer Fußballspieler
- Clint Miller (* 1939), US-amerikanischer Politiker, Jurist und Rockabilly-Musiker
- Clint Murchison (1923–1987), Gründer und erster Besitzer des US-amerikanischen NFL-Teams Dallas Cowboys
- Clint Roberts (1935–2017), US-amerikanischer Politiker
- Clint Robinson, OAM (* 1972), australischer Kanute und Olympiasieger
- Clint Smith (1913–2009), kanadischer Eishockeyspieler  und -trainer
- Clint Christian Staak (* 1969), deutscher Schauspieler
- Clint Walker (1927–2018), US-amerikanischer Schauspieler